# Klaus Pieper
Klaus Pieper (* 27. Mai 1913 in Köln; † 16. November 1995 in Braunschweig) war ein deutscher Bauingenieur.

## Leben und Werk
Pieper war der Sohn des Architekten und späteren Lübecker Baudirektors Hans Pieper. Nach dem Studium an der Technischen Hochschule Dresden wurde er hier 1939 mit einer Arbeit über Regenabfluß von Straßenflächen promoviert. 1939/40 war er für Rüstungsbetriebe in Lübeck tätig und entwarf unter anderem den letzten Flügel der Berlin-Lübecker Maschinenfabriken.
Als Assistent seines Vaters bei den Sicherungsarbeiten nach dem Luftangriff auf Lübeck am 29. März 1942 entwickelte er sich jedoch zu einem Spezialisten für die statische Sicherung historischer Bauten. 1947 erstellte er eine erste bautechnische Diagnose der Marienkirche, die die konstruktive Grundlage ihres Wiederaufbaus legte.
Gemeinsam mit dem Baumeister Erich Trautsch entwickelte er das nach beiden benannte Trautsch-Pieper-Verfahren zur Herstellung leichter, kostensparender und nicht brennbarer Dachstühle aus Schlacke-Hohlformsteinen statt Holz, das auch beim Dach und den Türmen der Marienkirche sowie bei den Türmen der Petrikirche und des Doms zur Ausführung kam.  1953 erhielt Trautsch hierfür ein Patent, 1956 beide für die Entwicklung einer Betonrippe für geneigte bzw. gekrümmt verlaufende Wand, wie Dachwand, Gewölbe oder dergleichen, die in zahlreichen Kirchenneubauten zum Einsatz kam, darunter der von Emil Steffan entworfenen katholischen Bonifatiuskirche in Lübeck. Auch über seine Berufung nach Braunschweig hinaus begleitete Pieper den Wiederaufbau von fünf der sieben Türme Lübecks statisch und konstruktiv.
Von 1947 bis 1959 war Klaus Pieper Vorsitzender des (Landes-)Arbeitskreises Beton bei der Arbeitsgemeinschaft für zeitgemäßes Bauen e. V. in Kiel.
1959 wurde Pieper zum Professor für Hochbaustatik an der Technischen Universität Braunschweig berufen. An seinem Lehrstuhl wurde mit Hilfe eines Siloversuchsfelds die Baunorm DIN 1055 Teil 6 für Silobauten entwickelt. In Braunschweig unterhielt er seit 1961 auch ein eigenes Ingenieurbüro, ab 1971 in Partnerschaft mit seinem früheren Assistenten Peter Martens. Zu den durch das Büro betreuten zahlreichen öffentlichen Bauvorhaben gehören die Stadthalle Braunschweig, der Forschungsreaktor der Physikalisch-Technischen Bundesanstalt (PTB) und das Forschungszentrum der Max-Planck-Gesellschaft in Göttingen. Aber auch die statische Sicherung und Restaurierung von denkmalgeschützten Gebäuden, insbesondere von Kirchen in und um Braunschweig, blieb ein Hauptarbeitsfeld bis zu seinem Ausscheiden aus Gesundheitsgründen 1978.
Seit 1971 war er Mitglied der Braunschweigischen Wissenschaftlichen Gesellschaft.
Zu seinen Doktoranden gehört Fritz Wenzel und Peter Martens.

## Schriften
- Regenabfluß von Straßenflächen. Berlin 1938. (zugleich Dissertation, Technische Hochschule Dresden, 1939.)
- (als Bearbeiter und Herausgeber): Lübeck. Städtebauliche Studien zum Wiederaufbau einer historischen deutschen Stadt. Sachse, Hamburg 1946.
- Dächer ohne Holz. Neue Dachkonstruktionen für Kleinhäuser. (= Bauen in Schleswig-Holstein. Heft 5., Herausgegeben von der Abteilung Bauwesen im Ministerium für Umsiedlung und Aufbau, Kiel-Wik) Arbeitsgemeinschaft für zeitgemäßes Bauen e. V., Kiel 1948.
- (mit Fritz Wenzel): Druckverhältnisse in Silozellen. Ernst & Sohn, Berlin, München 1964.
- Sicherung historischer Bauten. Ernst & Sohn, Berlin, München 1983, ISBN 3-433-00967-8.